# Stein Torleif Bjella
Stein Torleif Bjella (Ål, 7 aprile 1968) è un cantante norvegese.

## Biografia
Heidersmenn (2009), album in studio d'esordio da solista del cantante, ha esordito al 40º posto della VG-lista e ha generato due nomination agli Spellemannprisen. Due anni dopo viene presentato il disco successivo, Vonde visu, arrivato al 4º posto e premiato con un Spellemannprisen.
Heim for å døy (2013), candidato anch'esso per un Spellemannprisen, ha segnato la sua prima numero uno nella classifica dischi norvegese. Tre anni più tardi viene presentato Gode liv, che ha esordito al 2º posto e che è stato in lizza per lo Spellemannprisen all'album dell'anno.
Øvre-Ål Toneakademi (2020) ha fatto il debutto nella graduatoria norvegese alla 2ª posizione, per poi ottenere una nomination per un Spellemannprisen. Nysetemåne (2023), invece, si è conteso due Spellemannprisen.

## Discografia

### Da solista

#### Album in studio
- 2009 – Heidersmenn
- 2011 – Vonde visu
- 2013 – Heim for å døy
- 2016 – Gode liv
- 2018 – Jordsjukantologien
- 2020 – Øvre-Ål Toneakademi
- 2021 – Bjellasangar arrangert for messing og tre
- 2023 – Nysetemåne
- 2023 – Heil ved musikken

#### Singoli
- 2012 – Ei ørlita stund (con i Real Ones)
- 2013 – Idiotisk einvegslove
- 2013 – Separate sinn
- 2016 – Alt rundt er det samma
- 2020 – Mitt namn er Stein
- 2020 – Følsom person blues
- 2023 – Takk
- 2023 – Tilbake i det blå
- 2023 – Koden knekt
- 2023 – Hallingdal er ei øy (feat. Aslag Haugen & Lars Haavard Haugen)

### Tolv Volt
- 1999 – Auraspray
- 2003 – Kalas